# 南臺灣三大報
南臺灣三大報分別為《民眾日報》、《台灣時報》及《台灣新聞報》。
在民國六、七〇年代，北台灣的報業市場由中國時報系和聯合報系兩大報系把持。在南台灣的核心高雄市，《民眾日報》、《台灣時報》和《台灣新聞報》等報的發行量才是真正的霸主，相形之下，《中時》、《聯合》等在台北被中國國民黨實質控制與金援的侍從媒體則鞭長莫及，難以在南台灣深耕。 南臺灣三大報的巔峰時期落在1990年左右，每天的發行量以數十萬計算，足以與北台灣由中國國民黨支持的兩報三台分庭抗禮。
然而近年來這些報業由於皆為獨立經營，都不等程度地遭受大環境改變的衝擊，陷入經營困難。2007年四月，《台灣時報》編輯部決定減少每份報紙的張數、大幅裁員記者、全面降薪，員工士氣不振，記者紛紛向外探詢出路，做好了轉業的最壞打算。《民眾日報》早期以「敢言人之所不敢言」的硬頸作風而聞名於南台灣，獲得南部民眾激賞，銷售長紅，卻被國民黨勒令短暫停刊。《民眾日報》專欄作家郭俊雄（陌上桑）曾長期在其專欄〈鹿鼎集〉以尖銳筆觸批評時政，大快人心。 近年來，《民眾日報》卻因財務困窘而惹來員工上街抗議。《台灣新聞報》屬官辦的《新生報》系統，但拜分類廣告策略成功之賜，吸引許多求職者的喜愛；而藉由這群螞蟻雄兵的口碑，《台灣新聞報》一躍躋身南臺灣三大報之一。 《台灣新聞報》在2001年元旦正式民營化，成為獨立且無黨無派的的媒體，然而民營化也導致其不再享有政府標案金援，再加上接棒經營的高雄市議會前副議長張瑞德不但以報社為名向銀行抵押借款，且經常拖欠員工薪資。直到《台灣新聞報》經營權易主，被資遣的員工也領不到資遣費，爭議迄今仍未解決。 2004年，《台灣新聞報》已經瀕臨倒閉邊緣，報紙縮減為每日僅兩大張，放置在人群聚集地供人免費領取。2007年，《台灣新聞報》停刊，成為南臺灣三大報第一個停刊的報紙。

## 來源
1. 1 2 3 4 5 6 7 8 9 10 11 12  齊家業. . 今周刊. 2007-07-19  [2019-03-30]. （原始内容存档于2023-05-14） （中文）.
2. ↑  林麗雲.  (PDF). 台灣產業研究: 89-148. 2000  [2019-03-30]. （原始内容存档于2018-10-24）. 参数|journal=与模板{{cite web}}不匹配（建议改用{{cite journal}}或|website=） (帮助)